# Yongning
Yongning (en chino, 邕宁区; pinyin, Yōngníng  qū) es un distrito urbano bajo la administración directa de la Prefectura Nanning en la Región autónoma de Guangxi, República Popular China. Su área es de 1230 km² y su población total para 2020 superó los 330 mil habitantes.

## Administración
El distrito de Yongning se divide en 5 pueblos que se administran en poblados.